# Aloys Sprenger
Aloys Sprenger, född den 3 september 1813 i Nassereith, Tyrolen, död den 19 december 1893 i Heidelberg, var en österrikisk orientalist.
Sprenger studerade 1832–1836 i Wien, begav sig sistnämnda år till London och 1843 till Indien, där han 1845 utnämndes till föreståndare för högskolan i Delhi. Åren 1848–1850 vistades han i Lucknow för att upprätta en katalog över därvarande bibliotek, och resultatet därav, A catalogue of the arabic, persian and hindustany manuscripts of the libraries of the king of Oudh. Volume I containing persian and hindustany poetry (1854; band II har aldrig utkommit) blev ett verk, som genom sina biografiska anteckningar om persiska skalder och sina noggranna beskrivningar av den persiska vitterhetens främsta alster utgör en förträfflig källa för kännedomen om persisk litteratur.  År 1850 kallades Sprenger till föreståndare för de muslimska högskolorna i Calcutta och Hugli samt till sekreterare i Asiatiska sällskapet i Bengalen. År 1859 utnämndes han till professor i orientaliska språk i Bern. 
Bland de källskrifter i arabisk och persisk litteratur, som utgavs av honom, märks Sujuti, Itqan on the exegetic sciences of the qoran (1852–1854), Muhammed et-Tahanawi, A dictionary of the technical terms used in the sciences of the musalmans (1853–1864), Ibn Hadjar, A biographical dictionary of persons who knew Mohammad (1853–1888), alla utgivna med biträde av orientaliska lärde och införda i Bibliotheca indica. Bland hans övriga arbeten märks Masudis Meadows of gold (1841, engelsk översättning), en upplaga av Sa'dis Gulistan (1851) samt Das Leben und die Lehre des Mohammad (1861–1865; 2:a upplagan 1869), Die alte Geographie Arabiens als Grundlage der Entwicklungsgeschichte des Semitismus (1875) och Babylonien, das reichste Land in der Vorzeit und das lohnendste Kolonisationsfeld für die Gegenwart (1886).